# Herbert Oberhofer
Herbert Oberhofer (16 novembre 1955 – 27 novembre 2012) è stato un calciatore austriaco, di ruolo difensore.